# 도미사토시
도미사토시(일본어: 富里市)는 일본 지바현 북부 중앙에 있는 시이다. 도쿄 도심에서 60km, 나리타 국제공항에서 4km 떨어진 곳에 있다. 호쿠소 대지의 거의 중앙에 위치하며 수박 산지로 현재는 생산고, 출하량 모두 일본 2위를 차지한다. 또 메이지 시대에 고료 목장이 설치된 "경주마의 고향"으로 유명하다.
2000년에 행해진 국세조사의 결과, 시 승격 가능 인구인 5만 명을 넘어서 인바군 도미사토정에서 도미사토시로 승격하였다.

## 지리
지바현의 호쿠소 대지에 있다. 동서 길이는 약 10km, 남북 길이는 약 11km이다. 면적의 대략 68% 이상이 산림 및 농지이고 주택지는 14% 정도이다.
나리타시, 야치마타시, 산무시, 인바군 시스이정, 산부군 시바야마정 등 3시 2정과 인접한다.

## 역사
- 1889년 - 13개 촌이 합병해 시모하부군 도미사토촌을 형성하였다.
- 1897년 4월 1일 - 인바군에 편입되었다.
- 1985년 4월 1일 - 정으로 승격하였다.
- 2002년 4월 1일 - 시로 승격하였다.

## 교통

### 도로
- 히가시칸토 자동차도
- 국도 296호선
- 국도 409호선

## 인구
| 연도 | 인구   | ±%     |
| ---- | ------ | ------ |
| 1920 | 7,803  | —      |
| 1930 | 8,370  | +7.3%  |
| 1940 | 8,944  | +6.9%  |
| 1950 | 12,891 | +44.1% |
| 1960 | 12,307 | −4.5%  |
| 1970 | 12,116 | −1.6%  |
| 1980 | 23,315 | +92.4% |
| 1990 | 42,852 | +83.8% |
| 2000 | 50,176 | +17.1% |
| 2010 | 51,103 | +1.8%  |